# 盧象
盧象（？—763年），字緯卿，汶水（今山東泰安、曲阜一帶）人，唐代官員、文人。

## 生平
生年不詳。盧象出自范阳卢氏北祖帝师房，是唐朝朝散大夫盧巨寶的曾孙，莱州司仓参军盧延慶的孙子，盧季瑗的而子。
工於詩，開元年間，與王維齊名，補秘書郎，轉右衛倉曹掾。被丞相張九齡器重，擢左補闕，歷官河南府司錄、司勳員外郎。开元二十三年（735年）任襄阳县令，与孟浩然、张子容往来频繁，酬唱甚多。安史之亂時，投降安祿山，事平後贬永州司户，後為主客員外郎。宝应二年（763年）春應徵入京，道卒於武昌。有文集十二卷。